# Pyrinia chrysoclaba
Pyrinia chrysoclaba är en fjärilsart som beskrevs av Louis Beethoven Prout 1933. Pyrinia chrysoclaba ingår i släktet Pyrinia och familjen mätare. Inga underarter finns listade.